# Hangover (esculturas)
Hangover es un monumento situado en Hanóver, Alemania, realizado por Andreas von Weizäcker. Se compone de tres esculturas de coches Volkswagen realizadas en poliéster, aluminio y papel, y colgadas boca abajo bajo el paso elevado de la plaza Rasch, en el distrito de Mitte. La instalación se inauguró temporalmente por primera vez en 1991 y posteriormente fue retirada, antes de ser reinstalada de forma permanente en 1993. Los modelos representados son el T3 tipo 2, el Golf II y el Passat B5.
La obra fue colgada debajo del paso elevado de Raschplatz, como parte del programa de esculturas "En el ruido de la ciudad", organizado por el Museo Sprengel. Al finalizar el proyecto, fue desmantelado y posteriormente reinstalado de forma permanente en 1993, a petición de la comunidad local.